# 外山警部補殺害事件
外山警部補殺害事件（とやまけいぶほさつがいじけん）とは、1967年（昭和42年）1月5日に鹿児島県川内市（現・薩摩川内市）で発生した警察官殺害事件。
川内署太平橋派出所の巡査・外山 輝宣（死後警部補へ昇進）が強盗犯人を追跡中に殺害されたもので、鹿児島県警察学校では「体を張って市民に尽くす警察官の原点」として代々語り継がれている。

## 事件概要
1967年1月5日午後10時35分頃、鹿児島県阿久根市の道路上で、帰宅途中の外交員の女性（当時36歳）が、保険証書と現金2300円入りのハンドバッグがひったくられた。緊急配備中、川内市大平橋派出所前の国道3号で行っていた検問を乗用車が突破したため、派出所配属の外山巡査は、同派出所の巡査が運転するパトカーに同乗して追跡し、約4km先で追いついた。同派出所巡査が本署と無線連絡中、外山は車から降りて約30m離れた水田に逃げ込んだ犯人を追い込んだが激しい格闘となり、外山は犯人が隠し持っていた包丁で胸や頭など6箇所を刺された。犯人はそのまま逃走し、外山は駆けつけた同派出所巡査に「署長どん、すみません。犯人を逃がして」と言い残して病院に運ばれたが、6日午前2時25分頃、出血多量で死亡した。
犯人である男性（当時24歳）は2月22日に逮捕され、12月5日に鹿児島地方裁判所で無期懲役の求刑に対し、心神耗弱だったとして懲役20年の実刑が言い渡され、その後控訴しなかったため刑が確定した。

## 殉職巡査
外山巡査は1965年4月に鹿児島県警に入り、警察学校での研修課程修了後の1966年3月からは川内署太平橋派出所に配属されていた。配属4ヶ月目に職務質問から窃盗犯を逮捕するなどで署長賞を6回受けていた。

## 事件後
外山は殉職後、警察官の模範であるとして内閣総理大臣褒章、警察功労章などを贈られるとともに、警部補へ二階級特進した。
川内市長が中心となり、1968年に川内市隈之城町の殉職の地に顕彰碑が建立され、地元高校の教諭によって哀悼歌「ああ外山警部補」が作られた。また、1970年に胸像が建立された。
鹿児島県警察学校では、警察官としての心得や、あるべき姿を学ぶ「職務倫理」の一環として代々語り継いでおり、入校前のオリエンテーションでは血に染まった制服が残されている資料室へ真っ先に案内される。
出身地である曽於市末吉町にある外山の墓は、曽於警察署員と同市在住の警察OBが毎年盆前に清掃を行っている。太平橋交番には外山の遺影が飾られ、、のちに交番の統合により川内中央交番に移されている。

## 関連書籍
- 中村光至『墨の儀式』講談社、1968年。
本事件のノンフィクション。著者は事件当時、福岡県警勤務。
- 中村光至『殉職 外山警部補殺害事件』勁文社〈ケイブンシャ文庫〉、1986年。ISBN 978-4766904420。
上記作品を加筆して文庫化。著者は県警退職後、作家専業となった。